# سرخرگ پشت‌زانویی
سرخرگ پشت‌زانویی یا شریان پوپلیتئال (انگلیسی: Popliteal artery) ادامهٔ سرخرگ رانی (فمورال سطحی) است و در محلی عمقی پشت زانو قرار گرفته‌است.
سرخرگ رانی پس از سوراخ اداکتور، سرخرگ پشت‌زانویی نام دارد. این سرخرگ در کنار تحتانی عضلهٔ پوپلیتئوس (ماهیچه‌ای که در کف حفرهٔ پشت‌زانویی قرار دارد) به دو شاخهٔ سرخرگ درشت‌نی قدامی و تنه درشت‌نئی‌نازک‌نئی (تیبیوپرونئال) تقسیم می‌شود. 
تنه درشت‌نئی‌نازک‌نئی خود به دو شاخه سرخرگ درشت‌نی خلفی و سرخرگ نازک‌نی (پرونئال) تقسیم می شود. سرخرگ پشت‌زانویی در ضمن عبور از حفرهٔ پشت‌زانویی ۷ تا ۱۰ شاخهٔ جلدی، عضلانی، زانویی و پشت‌ساقی (سورال) می‌دهد. سیاهرگ صافن کوچک در این حفره به سیاهرگ پشت‌زانویی می‌پیوندد و این سیاهرگ، سرخرگ همنام خود را تا سوراخ اداکتور همراهی می‌کند.
شاخه‌های سرخرگ پشت‌زانویی عبارتند از: سرخرگ‌های زانویی فوقانی میانی و جانبی، زانوئی میانی، ساق پائی، زانوئی تحتانی میانی و جانبی، درشت‌نی قدامی و خلفی ـ شبکه مفصل زانو، شبکه کشگکی.